# Víktor Kopylov
Víktor Vladímirovich Kopylov –en ruso, Виктор Владимирович Копылов– (1951–Tula, 9 de noviembre de 2010) fue un deportista soviético que compitió en ciclismo en la modalidad de pista, especialista en la prueba de tándem.
Ganó dos medallas de plata en el Campeonato Mundial de Ciclismo en Pista, en los años 1973 y 1974.

## Medallero internacional
| Campeonato Mundial | Campeonato Mundial      | Campeonato Mundial | Campeonato Mundial |
| Año                | Lugar                   | Medalla            | Competición        |
| ------------------ | ----------------------- | ------------------ | ------------------ |
| 1973               | San Sebastián ( España) | Medalla de plata   | Tándem (A)         |
| 1974               | Montreal ( Canadá)      | Medalla de plata   | Tándem (A)         |